# Айсу Гюльмамедлі
Айсу Анадолу-кизи Ґюльмамедлі (азерб. Gülməmmədli Aysu Anatoli-qızı; * 17 листопада 1985, Київ) — одна з лідерів тюрків-карапапаків України, громадська діячка.

## Біографія

### Освіта
- 2010 — закінчила Вищу політичну школу імені А.Топчубашева за фахом «Управління інформацією».
- 2012 — закінчила курс «Конфліктолігія» Кавказького Інституту Політичних Технологій (КІПТ).

Вільно володіє українською, російською, і турецькою мовами.